# ديل سي (فلم هندي)
ديل سي (दिल से) (وتعني: من القلب) هو فيلم إثارة هندي رومانسي، من كتابة وإخراج ماني راتنام، وإنتاج ماني راتنام، رام جوبال فارما، وشيكار كابور، صدر سنة 1998 على خلفية أعمال التمرد في شمال شرق الهند وهو الجزء الثالث من «ثلاثية الرعب» روجا وبومباي.
الفيلم من بطولة الممثل شاه روخ خان، مانيشا كويرالا والنجمة بريتي زينتا في أولى أفلامها بدور ثانوي.
بفضل الحبكة الدرامية وسيناريو القصة الذي لا يتتبع تسلسل الأحداث، فاز الفيلم بالعديد من الجوائز، بما في ذلك جائزتين من جوائز الفيلم الوطني الهندي وستة جوائز فيلم فير. كما حقق الفيلم نجاحا كبيرا في الخارج، ولا سيما في الولايات المتحدة والمملكة المتحدة، ليصبح أول فيلم هندي يدخل قائمة الأفلام 10 لشباك التذاكر الإنجليزية.

## روابط خارجية
- مقالات تستعمل روابط فنية بلا صلة مع ويكي بيانات